# Newry
Pentru alte utilizări ale numelui propriu Newry, a se vedea Newry (dezambiguizare).
Newry (/ˈnjʊəri/; from irlandeză An Iúraigh) este un oraș din Irlanda de Nord, aflat la circa 55 km (sau 34 mile) de Belfast și 108 km sau 67 de mile) de Dublin. În 2011, populația sa fusese de 29.946. 

## Istoric
Newry a fost fondat în 1144, alături de o mănăstire cisterciană, deși există referiri la existența altor așezări din zonă, create anterior.  newry este una dintre cele mai vechi localități din Irlanda.

## Etimologia numelui
Numele Newry este derivat, prin anglizare, al numelui propriu An Iúraigh, o varietate a cuvintelor An Iúrach, care semnifică "dumbrava arborilor [din familia sau de genul] Taxaceae".